# Thanasīs Androutsos
Thanasīs Androutsos (in greco Θανάσης Ανδρούτσος?; Maroussi, 6 maggio 1997) è un calciatore greco, centrocampista dell'OFI Creta.

## Caratteristiche tecniche
È un centrocampista dotato di un'ottima tecnica individuale ma nondimeno grintoso e aggressivo; è abile sia nella fase di costruzione del gioco che in quella di non possesso. È stato paragonato al cileno David Pizarro.

## Statistiche

### Presenze e reti nei club
Statistiche aggiornate al 1º aprile 2021.
| Stagione          | Squadra           | Campionato        | Campionato | Campionato | Coppe nazionali | Coppe nazionali | Coppe nazionali | Coppe continentali | Coppe continentali | Coppe continentali | Altre coppe | Altre coppe | Altre coppe | Totale | Totale |
| Stagione          | Squadra           | Comp              | Pres       | Reti       | Comp            | Pres            | Reti            | Comp               | Pres               | Reti               | Comp        | Pres        | Reti        | Pres   | Reti   |
| ----------------- | ----------------- | ----------------- | ---------- | ---------- | --------------- | --------------- | --------------- | ------------------ | ------------------ | ------------------ | ----------- | ----------- | ----------- | ------ | ------ |
| 2016-2017         | Olympiakos        | SL                | 17         | 1          | CG              | 8               | 0               | UEL                | 5                  | 0                  | -           | -           | -           | 30     | 1      |
| 2017-2018         | Olympiakos        | SL                | 11         | 0          | CG              | 3               | 0               | UCL                | 2                  | 0                  | -           | -           | -           | 16     | 0      |
| 2018-2019         | Olympiakos        | SL                | 5          | 0          | CG              | 2               | 1               | UEL                | 0                  | 0                  | -           | -           | -           | 7      | 1      |
| 2019-2020         | Atromītos         | SL                | 27         | 4          | CG              | 4               | 0               | -                  | -                  | -                  | -           | -           | -           | 31     | 4      |
| 2020-2021         | Olympiacos        | SL                | 12         | 1          | CG              | 3               | 1               | UCL+UEL            | 0+4                | 0+0                | -           | -           | -           | 19     | 2      |
| Totale Olympiakos | Totale Olympiakos | Totale Olympiakos | 45         | 2          |                 | 16              | 2               |                    | 11                 | 0                  |             | -           | -           | 72     | 4      |
| Totale carriera   | Totale carriera   | Totale carriera   | 72         | 6          |                 | 20              | 2               |                    | 11                 | 0                  |             | -           | -           | 103    | 8      |

### Cronologia presenze e reti in nazionale
| Cronologia completa delle presenze e delle reti in nazionale ― Grecia | Cronologia completa delle presenze e delle reti in nazionale ― Grecia | Cronologia completa delle presenze e delle reti in nazionale ― Grecia | Cronologia completa delle presenze e delle reti in nazionale ― Grecia | Cronologia completa delle presenze e delle reti in nazionale ― Grecia | Cronologia completa delle presenze e delle reti in nazionale ― Grecia | Cronologia completa delle presenze e delle reti in nazionale ― Grecia | Cronologia completa delle presenze e delle reti in nazionale ― Grecia |
| Data                                                                  | Città                                                                 | In casa                                                               | Risultato                                                             | Ospiti                                                                | Competizione                                                          | Reti                                                                  | Note                                                                  |
| --------------------------------------------------------------------- | --------------------------------------------------------------------- | --------------------------------------------------------------------- | --------------------------------------------------------------------- | --------------------------------------------------------------------- | --------------------------------------------------------------------- | --------------------------------------------------------------------- | --------------------------------------------------------------------- |
| 15-5-2018                                                             | Siviglia                                                              | Arabia Saudita                                                        | 2 – 0                                                                 | Grecia                                                                | Amichevole                                                            | -                                                                     | 71’                                                                   |
| 3-6-2021                                                              | Bruxelles                                                             | Belgio                                                                | 1 – 1                                                                 | Grecia                                                                | Amichevole                                                            | -                                                                     | 80’                                                                   |
| 6-6-2021                                                              | Malaga                                                                | Norvegia                                                              | 1 – 2                                                                 | Grecia                                                                | Amichevole                                                            | 1                                                                     | 90+3’                                                                 |
| 1-9-2021                                                              | Basilea                                                               | Svizzera                                                              | 2 – 1                                                                 | Grecia                                                                | Amichevole                                                            | -                                                                     | 78’                                                                   |
| 5-9-2021                                                              | Pristina                                                              | Kosovo                                                                | 1 – 1                                                                 | Grecia                                                                | Qual. Mondiali 2022                                                   | -                                                                     |                                                                       |
| 8-9-2021                                                              | Atene                                                                 | Grecia                                                                | 2 – 1                                                                 | Svezia                                                                | Qual. Mondiali 2022                                                   | -                                                                     |                                                                       |
| 9-10-2021                                                             | Batumi                                                                | Georgia                                                               | 0 – 2                                                                 | Grecia                                                                | Qual. Mondiali 2022                                                   | -                                                                     | 84’                                                                   |
| 12-10-2021                                                            | Solna                                                                 | Svezia                                                                | 2 – 0                                                                 | Grecia                                                                | Qual. Mondiali 2022                                                   | -                                                                     |                                                                       |
| 11-11-2021                                                            | Atene                                                                 | Grecia                                                                | 0 – 1                                                                 | Spagna                                                                | Qual. Mondiali 2022                                                   | -                                                                     |                                                                       |
| 14-11-2021                                                            | Amarousio                                                             | Grecia                                                                | 1 – 1                                                                 | Kosovo                                                                | Qual. Mondiali 2022                                                   | -                                                                     |                                                                       |
| Totale                                                                |                                                                       | Presenze                                                              | 10                                                                    |                                                                       | Reti                                                                  | 1                                                                     |                                                                       |

## Palmarès

### Club

#### Competizioni nazionali
- Campionato greco: 3

Olympiakos: 2016-2017, 2020-2021, 2021-2022